# Aeropuerto de Jabárovsk Novy

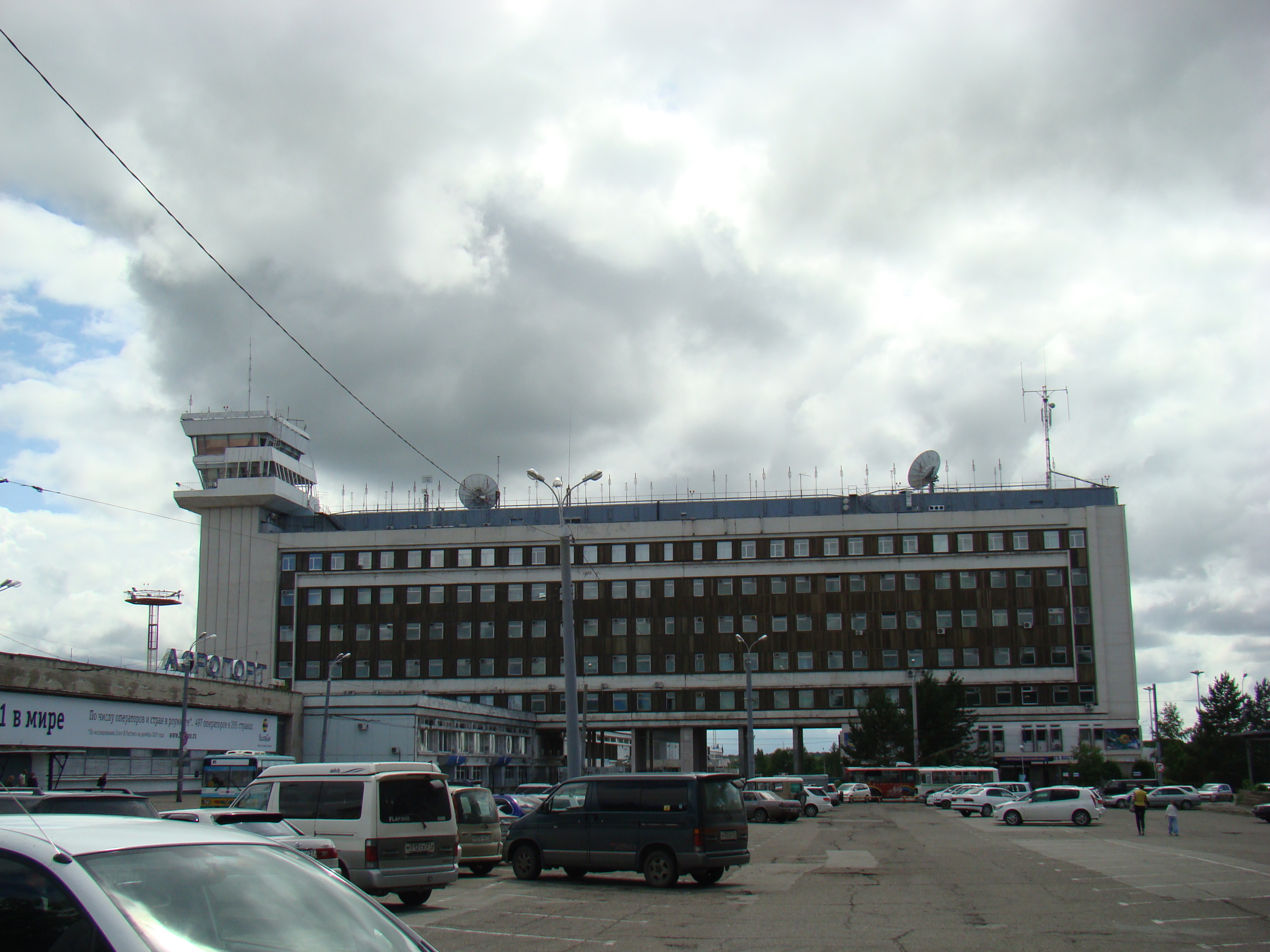
Torre de control.

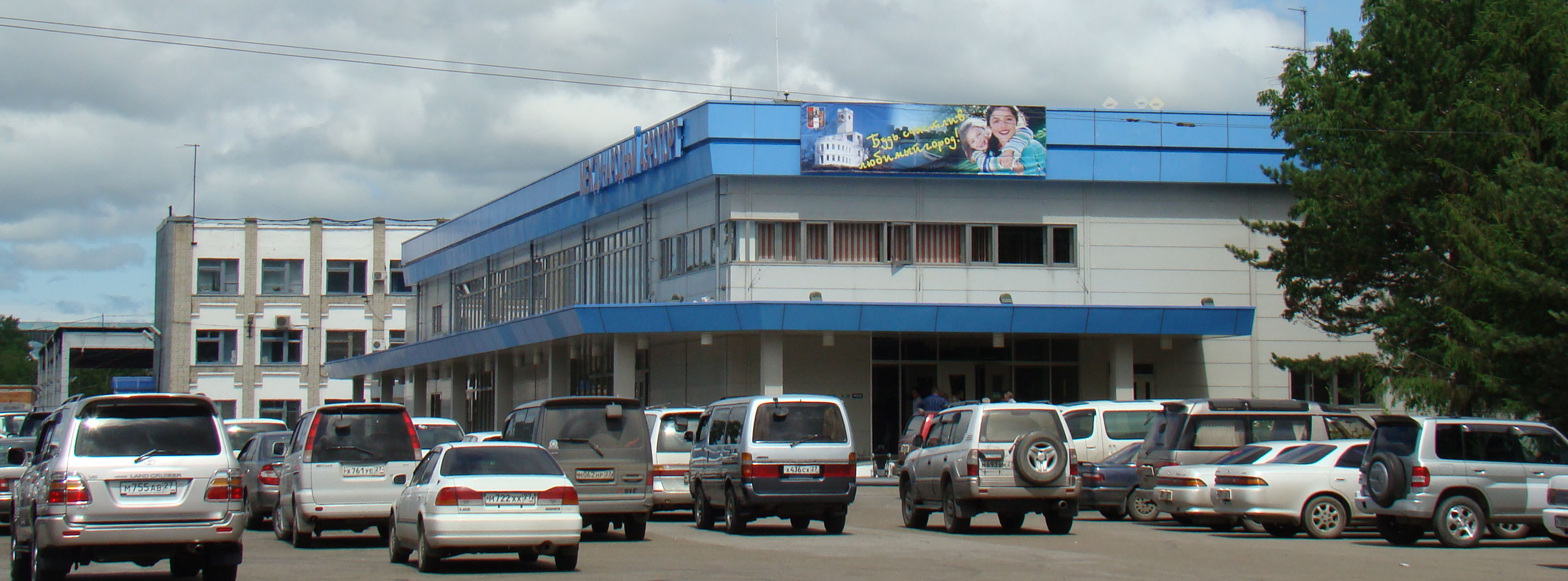
Terminal internacional.

El Aeropuerto de Jabárovsk (en ruso: Аэропорт Хабаровск; IATA: KHV, ICAO: UHHH) es el aeropuerto internacional que sirve a la ciudad de Jabárovsk y el más grande del Extremo Oriente ruso. Está situado a 7 km al este del centro de la ciudad, en la parte más oriental del krai de Jabárovsk. Tiene categoría II de ICAO
El espacio aéreo está controlado desde el FIR del propio aeropuerto de Jabárovsk (ICAO: UHHH).
En 2011, el Aeropuerto de Jabárovsk recibió 1.596.212 pasajeros, resultado que representa un máximo histórico en términos de tráfico de pasajeros en los últimos dieciocho años. Ha recibido varios premios de Mejor Aeropuerto de países de la CEI en la categoría de Aeropuerto con un tráfico anual de más de 1 millón de pasajeros y en 2011 fue "Empresa del Año" del Distrito Federal del Lejano Oriente.

## Pista
El aeropuerto de Jabárovsk dispone de dos pistas paralelas en dirección 05/23 cuyas características lo hacen apto para le movimiento de grandes aeronaves del tipo Antonov An-124 y Boeing 747.
La primera (05R/23L), es de hormigón, mide 4.000x60 m. (13.123x197 pies) y el pavimento es del tipo 68/R/А/X/T. La segunda (05L/23R) es de asfalto, de 3.500х45 m. (11.480x148 pies) y tiene un pavimento del tipo 56/R/C/X/T
La plataforma dispone de 53 plazas de aparcamiento para aeronaves.

## Aerolíneas y destinos
El Aeropuerto de Jabárovsk fue el centro de operaciones de la aerolínea rusa Dalavia, que fue desintegrada por el gobierno ruso por sus graves problemas económicos.
| Aerolíneas                                 | Destinos |
| ------------------------------------------ | --- |
| Aeroflot                                   | Moscú-Sheremetyevo |
| Aeroflot operado por Aurora                | Blagoveshchensk, Harbin, Irkutsk, Krasnoyarsk-Yemelyanovo, Magadan, Novosibirsk, Petropavlovsk-Kamchatsky, Seúl-Incheon, Yuzhno-Sakhalinsk, Vladivostok Temporal: Pekín-Capital |
| Air Koryo                                  | Pionyang |
| Angara Airlines                            | Irkutsk |
| Asiana Airlines                            | Seoul-Incheon |
| Iraero                                     | Blagoveshchensk, Chita, Irkutsk, Jiamusi, Magadan, Omsk, Ulan-Ude, Yuzhno-Sakahlinsk                                                                                            |
| Khabarovsk Airlines                        | Nikolayevsk del Amur, Okhotsk |
| NordStar                                   | Krasnoyarsk, Norilsk |
| Nordwind Airlines                          | Charter: Bangkok-Suvarnabhumi, Phuket, Nha Trang |
| Philippine Airlines                        | Charter: Kalibo |
| S7 Airlines                                | Beijing-Capital, Novosibirisk, Petropavlovsk-Kamchatsky, Tokio-Narita, Yuzhno-Sakhalinsk Temporal: Bangkok-Suvarnabhumi, Hong Kong, Irkutsk, Magadan, Yakutsk,                  |
| Ural Airlines                              | Novosibirsk, Ekaterimburgo |
| UTair Aviation operado por Vostok Aviation | Ayan, Chumikan, Nelkan, Kherpuchi Temporal: Bogorodskoye, Novokurovka, Pobeda                                                                                                   |
| Uzbekistan Airways                         | Taskent |
| Yakutia Airlines                           | Anadyr, Blagoveshchensk, Chita, Magadan, Neryungri, Nogliki, Novosibirsk, Omsk, Petropavlovsk-Kamchatsky, Qinhuangdao, Yakutsk Charter: Saipán, Kalibo, Niigata, Jeju           |

### Aerolíneas de carga
| Aerolíneas  | Destinos                                                      |
| ----------- | ------------------------------------------------------------- |
| Kalitta Air | Anchorage, Chicago-O'Hare, Hong Kong, Los Ángeles, Nueva York |